# Aleš Bržan
Aleš Bržan, slovenski politik, podjetnik, radijski voditelj, študentski in mladinski aktivist, * 15. februar 1976, Koper. 
Je trenutni župan Mestne občine Koper. 

## Življenjepis
Po maturi na Gimnaziji Koper se je med študijem na Fakulteti za pomorstvo in promet aktivno vključil v lokalno študentsko organiziranje (Klub študentov občine Koper). Kasneje bil glavni pobudnik ustanovitve Mladinskega sveta Mestne občine Koper, katerega je bil tudi prvi predsednik. Med letoma 2007 in 2009 je bil imenovan za generalnega sekretarja Študentske organizacije Slovenije.

## Politika
V letu 2014 je nastopil kot kandidat SMC za župana Mestne občine Koper in se uvrstil na drugo mesto. Kmalu je iz stranke zaradi nestrinjanja glede potrebne transparentnosti postopkov protestno izstopil.
Leta 2018 je ustanovil Listo Aleša Bržana, s katero se je odločil kandidirati na lokalnih volitvah v Mestni občini Koper. V drugem krogu je po neuradnih izidih za 17 glasov premagal dotedanjega župana Borisa Popoviča. Po prevzemu mandata je Bržan imenoval pet podžupanov, kar je največ med slovenskimi občinami.
Leta 2022 je na lokalnih volitvah ponovil svojo kandidaturo za župana Mestne občine Koper in zmagal v prvem krogu volitev.